# Ane Håkansson
Ane Håkansson, född 6 november 1959, är en svensk kärnfysiker.
Håkansson disputerade 1988 vid Uppsala universitet på en avhandling om resonans i atomkärnor. Han utnämndes senare till professor i tillämpad kärnfysik vid samma lärosäte.